# Efremovka (Georgia)
Efremovka (en georgiano: ეფრემოვკა; en armenio: Եֆրեմովկա; en ruso: Ефремовка) es una aldea de Georgia ubicada en el sur de la región de Mesjetia-Yavajetia, siendo parte del municipio de Ninotsminda.  

## Geografía
Efremovka está ubicada en la orilla noroeste del lago Madatapa y al lado del río Bugdasheni, a 15 km al noreste de Ninotsminda. La aldea se administra desde el pueblo de Gorelovka.

## Historia
El pueblo fue fundado en 1842 por representantes de la secta cristiana rusa de los dujobores. Los dujobores procedían del pueblo de Efremovka, gobernación de Táurida (hoy Ojrímivka, en el óblast ucraniano de Zaporiyia) por el nombre de su pequeña patria, el nuevo pueblo también se llamó Efremovka. 
Durante la época soviética, el pueblo albergaba una granja colectiva avanzada, que se especializaba en la producción de queso. A principios de los años 1990, la población rusa del pueblo se mudó principalmente a Rusia.

## Demografía
La evolución demográfica de Efremovka entre 2002 y 2014 fue la siguiente:
| 179                                             | 137 |
| (Fuente: Population of Georgia in Soviet times) |     |

Según los datos del censo de 2014, los armenios son el 81 % de la población local; los rusos, el 15 % y los georgianos, el 4 %.